# Emersonella curculivora
Emersonella curculivora är en stekelart som beskrevs av Christer Hansson och Nishida 2004. Emersonella curculivora ingår i släktet Emersonella och familjen finglanssteklar.
Artens utbredningsområde är Costa Rica. Inga underarter finns listade i Catalogue of Life.